# Członkowie korespondenci Galicyjskiego Towarzystwa Gospodarskiego
Członkowie korespondenci Galicyjskiego Towarzystwa Gospodarskiego
Po powstaniu w 1845 Galicyjskiego Towarzystwa Gospodarskiego w jego statucie przewidziano specjalną kategorię członków, którymi mieli być korespondenci. Mieli ją stanowić członkowie współpracującymi z wydawanymi przez GTG periodykami rolniczymi, głównie z „Rozprawami c.k. Galicyjskiego Towarzystwa Gospodarskiego” (1846-1862) a następnie z pismem „Rolnik” (1867-1914, 1916-1939). Należeli do nich ludzie nauki zajmujący się agronomią, leśnictwem, geologią oraz naukami przyrodniczymi. Status ten uzyskiwali także praktycy – działacze gospodarczy z zaboru pruskiego i rosyjskiego tacy jak np. Dezydery Chłapowski czy Andrzej Zamoyski, a także działacze towarzystw rolniczych głównie z krajów monarchii habsburskiej oraz sporadycznie z Anglii, Francji, Belgii, Niemiec i Rosji a nawet USA.
| A   | Josef Albert (1873-1911), Emil André (1846-1869), Antoni Auleintner (1851-1898) |
| B   | Josef Baumgartner (1868-1880), Albert Bedõ (1887-1911), August Bernhard (1876-1886), Franz Betzhold (1846-1892), Ludwig Biegelmeyer (1868-1911), Johann Bleiweiss (1854-1882), Max Böttcher (1870-1911), Jacob Breitenlohner (1887-1911), Franz Bretschneider (1868-1869), Eduard Bujanovicz (1851-1856), |
| C   | Hipolit Cegielski (1863-1869), Dezydery Chłapowski (1846-1879), Kazimierz Chłapowski (1872-1892), Ignacy Rafał Czerwiakowski (1861-1882), |
| D   | Ludwig De Lens (1868-1892), Józef Dietl (1861-1878), Anton Doblhoff-Dier (1846-1872), Eduard Philipp Döbner (1873-1892), John Dudgeon (1851-1885), Bolesław Dunin-Rzuchowski (1862-1873), Otton Dürckheim (1887), Jan Działyński (1862-1880), Jan Dzierżoń (1858-1862), |
| E   | Filip Eberhardt (1846-1880), Ernst Ebermayer (1873-1892), Adolf Ehrenberg (1860-1866), Ede Egán (1887-1902), Tadeusz Ejdziatowicz (1870-1894), Wilhelm Elsenwanger (1846-1880), Wilhelm Engert (1846-1880), Wilhelm Franz Exner (1873-1922), |
| F   | Rudolph Feistmantel (1854-1871), Ferdinand Fiscali (1873-1911), Karl Fischbach (1875-1914), Franz Fötterle (1859-1886), Karl Forster (1869-1880), Adalbert Fuchs (1860-1886), |
| G   | Adolf Gabrielli (1868-1911), Wilhelm Gamauf (1887-1893), Władysław Garbiński (1861-1873), Karl Geyer (1873-1911), Franciszek Ksawery Giżycki (1846-1859), Józef Gołuchowski (1852-1853), Adam Gorczyński (1862-1880), Adolphe Goupy de Beauvolers (1846-1885), Conrad de Gourcy (1846-1910), Karl Grebe (1873-1914), Franz Grossbauer (1873-1892), Albert Guilion (1854-1885) |
| H   | Wilhelm Haidinger (1846-1880), Wilhelm Hamm (1872-1880), Carl Eduard Hammerschmidt (1846-1874), Sigmund Hansegger (1868-1884), Vincenz Hansmann (1868-1911), Teodor Hartig (1873-1886), Robert Hartig (1876-1901), Joseph de Havas (1852-1885), Karol Fryderyk Henke (1852-1856), Józef Helcel (1846-1872), Richard Hess (1874-1911), Eduard Heyer (1873-1877), Gustav Heyer (1873-1886), Franz Xawer Hlubek (1846-1880), Artur Hohenbruck (1873-1902), Franz Horsky (1853-1877), Joseph Horvath de Gemnent (1854-1911), |
| J   | Karol Jabłonowski (1863-1885), Eugeniusz Janota (1868-1878) Wojciech Jastrzębowski (1857-1882), Johann Friedrich Judeich (1874-1894) |
| K   | Ferd Kaltenegger (1888-1911), Henryk Kałussowski (1870-1894), Jefim Stefanowicz Karnowicz (1851-1911), Karl Kleyle (1852-1859), Antoni Klimkiewicz (1851-1911), August Knorr (1873-1914), Karol Koja (1868-1886), Alois E. Komers (1870-1892), Kajetan Korb vel Köb (1861-1869), Seweryn Korzeliński (1868), Grzegorz Kostaki (1846-1911), Władysław Koziebrodzki (1862-1892), Antoni Kozubowski (1862-1880), Johann Baptist Kraus (1853-1911), Karl Leberecht Krutzsch (1873-1892), Stefan Kuczyński (1846-1887), Ignacy Kuranda (1860-1887), Jan Nepomucen Kurowski (1857-1863) |
| L11 | Carl Lambl (1860-1884), Edmund Landolt (1875-1911), Karol Langie (1868-1889), Heinrich Larisch-Mönnich (1851-1859) Carl Lewenau (1851-1880), Christian Lippert (1887-1911), Wojciech Lipski (1851), Josef Roman Lorenz (1872-1911), Georg Rudolf Lüttwitz-Simmenau (1846-1870), |
| Ł   | Jan Kanty Łobarzewski (1846-1861), |
| M   | Władysław Majewski (1873-1887), Johann Mandis (1868-1880), Gustav Marchet (1873-1916), Antoni Meyer (1868-1873), Ernst Heinrich Friedrich Meyer (1858), Adam Mieczyński (1859-1875), Antoni Miączyński (1876-1914), Robert Micklitz (1873-1898), Thomas Moro (1854-1880), Johann Mosetizh (1868-1871) |
| N   | Johann Nadherny (1846-1860), Carl Ludwig Nadherny (1846-1880), Cyril František Napp (1853-1866), Hermann Nathusius (1861-1892), Johann Newald (1873-1886), Albert Nostitz (1859-1880), Maksymilian Nowicki (1868-1889), |
| O   | Maksymilian Oborski (1851-1878), Michał Oczapowski (1846-1854), Johann Oser (1873-1912), Wiktor Ossoliński (1859-1860), Aleksander Ostrowski (1859-1896), Maurycy Ożarowski (1846-1865), |
| P   | Heinrich Wilhelm Pabst (1846-1869), Franciszek Paszkowski (1868-1883), Adam Pawłowski (1868-1911), Emil Perels (1887-1893), Gustaw Adolf Peschke (1868-1880), Karl Peyrer (1872-1886), Victor Pierre (1868-1869), Adam Plater (1852-1853), Aleksander Pląskowski (1857-1911), Franz Pless (1868-1880), Aleksander Połujański (1858-1866), Tomasz Aleksander Potocki (1846-1861), Robert Pressler (1873-1892), Stanisław Przystański (1861-1887), Josef Purkine (1873-1886) |
| R   | Karl Rambousek (1887-1896), Karl Heinrich Rau (1846-1892), Franz Reden (1858), Jacob Reuter (1846-1864), Mathias Friedrich Riese-Stallburg (1846-1880), Friedrich Rohleder (1868-1880), Józef Bohdan Rogoyski (1868-1884), Ferdinand Rubens (1868-1911), |
| S   | Leopold Sacher-Massoch (1868-1874), Roman Sanguszko (1858-1881), Andreas Sauter (1854-1880), Wenzel Schaulawy (1868-1885), Florian Schindler (1868-1884), Josef Schlesinger (1873-1901), Johann Schmierger (1873-1892), Carl Schmutz (1852-1873), Anton Schönweitz (1846-1911), Karl Schuberg (1873-1899), Hermann Seltegast (1858-1908), Artur Sockendorf-Giulent (1873-1887), Jan Smolikowski (1857-1869), Ignacy Sołdraczyński (1868-1869), Carl Sprengel (1858-1859), Paweł Stalmach (1873-1891), Michael Stecker (1846-1854), Siard Steiner (1868-1913), Henry Stephens (1851-1887), Ferdinand Stieber (1851-1884), Julius Adolph Stöckhardt (1873-1886), Józef Strumiłło (1846-1847), Józef Strumiło (1848-1858), Ludwik Strumiło (1906-1911), Władysław Struszkiewicz (1912-1914), Karl Stumpf (1873-1886), Szymon Syrski (1873-1882), Hipolit Szczawiński (1871-1893), Michaił Nikołajewicz Szubin (1851-1911) |
| T   | Henrich Tantzen (1887-1911), Rudolf Temple (1868-1911), Fidelis Terpinz (1854-1880), Adalbert Thieriot (1868-1880) Eduard Tomaszek (1846-1880), Eustachy Tyszkiewicz (1851-1873), Konstanty Tyzenhaus (1846-1853), |
| U   | Friedrich Utieschil (1854-1860), Carl Umlauf (1869-1887) |
| V   | Wilhelm Vonhansen (1873-1886) |
| W   | Calixt Wachtel (1868-1908), Heinrich C. Weber (1857-1914), Josef Weiser (1870-1884), Josef Wessely (1868-1914), Julius Wiesner (1875-1916), Teofil Wisłocki (1868-1881), Henryk Wodzicki (1860-1866), Zygmunt Wójcicki (1872-1874), Adam Woroniecki (1857-1864), Karol Woroniecki (1870-1911), Józef Gerald Wyżycki (1852-1853) |
| Z   | Andrzej Zamoyski (1846-1874), Aleksander Zawadzki (1868), Celestyn Zbyszewski (1846-1874), Ludwig Zejszner (1846-1870), Franz Xaver Zippe (1846-1863) |
| Ż   | Maksymilian Żelkowski (1846-1872), Stanisław Żółtowski (1887-1892), |